# TGV inOui
A TGV inOui az SNCF által 2017. május 27. óta egyes nagysebességű vasútvonalakon üzemeltetett prémium TGV-vonatjáratok márkaneve. Az SNCF jelenleg a "klasszikus" TGV-járatokat a prémium inOui és az olcsó Ouigo márkákkal helyettesíti, készülve a francia nagysebességű vasúti infrastruktúra jövőbeni megnyitására a verseny előtt. Az "inOui" nevet azért választották, mert az inouï francia szóra hasonlít, ami "rendkívülit" (vagy szó szerint "hallatlant") jelent..

## Történet
2017-ben a Párizs-Bordeaux-Toulouse vonalon tesztelték a TGV inOui vonatokat.
A márka hivatalos bemutatására 2018 szeptemberében került sor. Célja, hogy a meglévő TGV-járatokat "plus de confort, de services et de connectivité"-val (magyarul: "több kényelem, szolgáltatások és összeköttetés") váltsa fel. A vonatok 2018 decemberében Párizsból Lille, Marseille és Nizza között közlekedtek, 2020-tól pedig a hálózat többi részén is közlekednek..